# Antonio Rosmini (criminale)
Antonio Rosmini (Reggio Calabria, 10 dicembre 1967) è un mafioso italiano, capo dell'omonima cosca di Reggio Calabria, fra i protagonisti della guerra di mafia degli anni ottanta a Reggio Calabria.

## Biografia
È esponente dell'omonima e potente cosca della 'Ndrangheta che dal 1996 a Reggio Calabria controllava e gestiva le attività economiche e gli appalti nella zona sud della città.
Durante la sua latitanza ha avuto due figli, ed è passato dall’essere un semplice killer, all’essere uno dei mafiosi più rispettati e ricercati del paese.
È stato arrestato il 20 dicembre 2004 dopo una latitanza di oltre dieci anni, in seguito ad una condanna per l'uccisione nel 1989 di un boss di una banda rivale, trovato in un appartamento di Reggio Centro insieme alla famiglia.
L'evento ha avuto una grande risonanza sui media mondiali.
Pochi mesi dopo, nell'ottobre 2005, è stato arrestato anche Giovanni Rosmini, altro esponente della stessa cosca.